# 권혁봉
권혁봉(1944년 ~ )은 조선민주주의인민공화국의 정치인이다. 조선로동당 중앙위원회 선전선동부 부부장 겸 후보위원이다. 조선예술교류협회 고문, 최고인민회의 제12기 대의원이다.

## 경력
1944년 일제강점기에 태어났다. 김일성종합대학을 졸업했으며, 1983년 3월 정무원 문화예술부 영화총국 총국장에 임명되었다. 1987년 3월 평양영화축전 조직위원회 서기장을 지냈으며, 1989년 1월 조선 2.8예술영화촬영소 총장에 임명되었고, 9월에 정무원 문화예술부 부부장 겸 영화총국 총국장에 올랐다. 또한 1999년에 문화성 영화총국 총국장에 임명되었다.
2005년 6월 조선로동당 중앙위원회 선전선동부 부부장이 되었으며, 2010년 9월 당 중앙위 후보위원으로 선출되었다. 그리고 2011년에 조선예술교류협회 고문을 맡았으며, 10월 가극 ‘양산백과 축영대’ 공연대 단장으로 중국을 방문하여 11월에 중국공산당 정치국 상무위원 리창춘과 회담을 했다.

## 최고인민회의 대의원
2009년 4월, 최고인민회의 제12기 대의원으로 선출되었다.

## 수훈
2011년 7월 김일성훈장을 받았다.

## 기타
2011년 12월 김정일 사망 당시에 국가장의위원회 위원을 맡았다.